# 宮西達也
宮西 達也（みやにし たつや、1956年12月23日 - ）は日本の絵本作家である。

## 来歴・人物
静岡県駿東郡清水町出身。日本大学芸術学部美術学科卒。
人形美術、グラフィックデザイナーを経て絵本をかきはじめる。
現在は長さ50cmを超える大型本や紙芝居・プラネタリウム・エッセイ・小学校教科書（東京書籍）の挿絵なども手がけ幅広いジャンルで活躍し、絵本での作品がDVD化されている。
以前は拓新太朗のペンネームで執筆している作品もあった。

## 主な作品

### ポプラ社
- おまえうまそうだな - 2010年にアニメ映画化。
- ずっとずっとあいしてる
- きみはほんとうにステキだね
- おれはティラノサウルスだ
- ぼくにもそのあいをください
- わたしはあなたをあいしています
- あいしてくれてありがとう
- であえてほんとうによかった
- いちばんあいされているのはぼく
- わたししんじてるの
- ずっとずっといっしょだよ
- あいすること　あいされること
- ペンちゃんギンちゃん　おおきいのをつりたいね！
- ダダダダ　ダディーマン
- まま　みてて
- はらぺこヘビくん
- あしたのぼくは・・・
- ヘビくんどうなったとおもう？
- ウマソウのピョンピョンピョーン
- ドロドロドロンキーとゆうすいくん

### 鈴木出版
- はなすもんかー!
- はらぺこおおかみとぶたのまち
- にゃーご（小学校2年生国語教科書掲載）（DVD化）
- きょうはなんてうんがいいんだろう（DVD化）
- ぶたくんと100ぴきのおおかみ
- カエルくんのおひるね
- おっぱい
- ちゅーちゅー
- どうしたのブタくん

### 金の星社
- ちびちびパンダ（2022年）
- おかあさんごめんなさい（2021年）
- ふしぎなヒーローやさん（2021年）
- おかあさんありがとう（2019年）
- どこがながいかわかる?（2018年）
- ぼくのおとうさんとおかあさん（2017年）
- あなたがとってもかわいい（2016年）
- ふしぎなカサやさん（2016年）
- おかあさんだいすきだよ（2014年）
- ふしぎなタネやさん（2013年）
- ふじさんファミリー（2012年）
- ありんこのアリー（2011年）
- キツネのおとうさんがニッコリわらっていいました（2008年）
- あなたがとってもかわいい（2008年）
- ふしぎなキャンディーやさん（2007年）
- あかちゃんのおと（2007年）
- まてまてー!（2005年）

### 学習研究社
- おとうさんはウルトラマン/おとうさんの育自書
- いとしのウルトラマン
- おしえてウルトラマン
- パパはウルトラセブン
- パパはウルトラセブン・ママだってウルトラセブン
- パパはウルトラセブン みんなのおうち
- 帰ってきたおとうさんはウルトラマン
- おとうさんはウルトラマン／おとうさんの休日
- せいぎのみかた

### 教育画劇
- おさんぽトコちゃんトコトコトコ
- かぶと三十郎 きみのために生きるの巻

など多数。

### ひさかたチャイルド
- ちっちゃなトラックレッドくん

など多数。

### えほんの杜
- シニガミさん

### ほるぷ出版
宮西達也の回文絵本
- サカサかぞくの だんながなんだ
- サカサかぞくの だんなしぶいぶしなんだ

## 受賞歴
- 『きょうはなんてうんがいいんだろう』で講談社出版文化賞絵本賞・けんぶち絵本の里大賞
- 『ふしぎなキャンディーやさん』で日本絵本賞読者賞
- 『帰ってきたおとうさんはウルトラマン』でけんぶち絵本の里大賞
- 『シニガミさん』でけんぶち絵本の里大賞
- 『ちゅーちゅー』でけんぶち絵本の里大賞

## テレビ出演
- 『徹子の部屋』2010年10月25日出演